# Gonatista reticulata
Gonatista reticulata är en bönsyrseart som beskrevs av Carl Peter Thunberg 1815. Gonatista reticulata ingår i släktet Gonatista och familjen Liturgusidae. Inga underarter finns listade i Catalogue of Life.